# Choukri Sarhane
Choukri Sarhane, (arabe : شُكري  سرحان), né le 13 mars 1925 à Al-Ghar (gouvernorat d'ach-Charqiya) et mort le 19 mars 1997 au Caire (Gouvernorat du Caire), est un acteur égyptien. Il est considéré comme l'un des plus grands acteurs égyptiens de tous les temps,,,.

## Biographie
Sarhane est né dans le village d'Al-Ghar, en Égypte. Il est diplômé de l'Institut supérieur d'art dramatique en Égypte en 1947. En 1949, Sarhane joue dans son premier film, Lahalibo (ar) (لهاليبو). Il accède à la célébrité en 1951 lorsque Youssef Chahine, un célèbre réalisateur égyptien, le choisit pour le rôle principal du film Le Fils du Nil (ابن النيل, Ibn El-Nil). En 1957, il joue dans Rends-moi mon âme (ar) (رد قلبي, Rodda Qalbi) d'Ezz-Eddine Zoulficar. Parmi ses films notables, citons La Femme inconnue (ar) (المرأة المجهولة , Al-Mar'a Al-Maghoola) de Mahmoud Zoulficar, Le Voleur et les Chiens (ar) (اللص والكلاب, Al-Less wal Kelab) de Kamal Al-Cheikh, entre autres.
Sarhan a été surnommé « le jeune homme de l'écran » (arabe : بفتى الشاشة), et il a reçu plusieurs récompenses tout au long de sa carrière. Le président Gamal Abdel Nasser l'a décoré de l'Ordre de la République. En 1984, il a reçu le prix du meilleur acteur pour son rôle principal, avec Faten Hamama, dans le film La Nuit de l'arrestation de Fatma (ar) (ليلة القبض على فاطمة, Laylat al qabd ala Fatmah), qui a été réalisé par Henri Barakat.
Lors des célébrations du centenaire du cinéma, il a été désigné par les critiques égyptiens comme le meilleur acteur du siècle en Égypte, ayant participé plus que tout autre acteur aux 100 plus grands films égyptiens,.
Le dernier film de Sahran est El-Gablawi (الجبلاوي) en 1991. Il est décédé en 1997.

## Filmographie partielle
- 1949 : Lahalibo (ar) (لهاليبو)
- 1949 : Attention au portefeuille
- 1949 : Le Secret de la confession
- 1949 : Nadia
- 1950 : Papa veut se marier
- 1950 : Réjouissances
- 1950 : Destin et chance
- 1950 : Le Fils du Nil
- 1950 : Maître Madiha
- 1951 : Le Hors-la-loi
- 1951 : Les Enfants de la rue
- 1951 : Les Secrets des gens
- 1951 : Je suis d'une bonne famille
- 1952 : La Mère meurtrière
- 1952 : Paradis et enfer
- 1952 : Les Biens des orphelins
- 1952 : Secret bien gardé
- 1952 : Les Belles Fleurs
- 1952 : Tu es ma vie
- 1952 : La Colère des parents
- 1953 : Raya et Sakina
- 1953 : Un million de livres
- 1953 : Entre deux cœurs
- 1953 : Le Cœur d'un père
- 1953 : La Route du bonheur
- 1953 : Rendez-vous avec la vie
- 1953 : La Boulangère
- 1953 : Je n'ai personne
- 1953 : Le Fantôme de l'oncle Abdou
- 1953 : Quand la vie nous sourit
- 1953 : Mon compagnon
- 1953 : De quel droit ?
- 1953 : La Frivole
- 1954 : Les Cœurs humains
- 1954 : Chacun selon son rang
- 1954 : Poisson d'avril
- 1954 : Pitié pour mes larmes
- 1954 : Les Femmes ne savent pas mentir
- 1954 : Je vous en prie, éclairez-moi
- 1954 : Aziza
- 1954 : Pour tes beaux yeux
- 1954 : Les Jours les plus heureux
- 1954 : Le Criminel
- 1954 : Un Américain de Tanta
- 1954 : Hassan, Morcos et Cohen
- 1954 : Jeunes Filles aux enchères
- 1955 : La Sangsue
- 1955 : Tintement du khoulkhal
- 1955 : Le Rivage des souvenirs
- 1955 : La Ruelle des fous
- 1955 : Le Royaume des femmes
- 1955 : Les Amoureux
- 1955 : Dieu est avec nous
- 1956 : Je t'offre ma vie
- 1956 : Zannouba
- 1956 : Le Printemps de l'amour
- 1956 : Les Démons du ciel
- 1956 : L'Appel de l'amour
- 1956 : Notre verte terre
- 1957 : La Fin d'un amour
- 1957 : Le Crime et le châtiment
- 1957 : Port-Saïd
- 1957 : Nuit d'horreur
- 1957 : Le Chemin de l'espoir
- 1957 : Rends-moi mon âme
- 1957 : Le Repaire des plaisirs
- 1957 : Un voyage d'amour
- 1957 : Eghraa
- 1958 : Mon amour brun
- 1958 : Impasse
- 1958 : Amour brûlant
- 1958 : Je t'aime Hassan
- 1958 : Je suis libre
- 1958 : Une femme sur la route
- 1958 : La Fugitive
- 1959 : Rêves de jeunes filles
- 1959 : Qaïs et Leila
- 1959 : Je pense à celui qui m'a oubliée
- 1959 : Entre tes mains
- 1959 : Nous les étudiants
- 1959 : Embrasse-moi dans l'ombre
- 1959 : La Femme inconnue
- 1959 : La prison des vierges
- 1959 : Naviguer en eaux troubles
- 1960 : La Séductrice des hommes
- 1960 : Homme sans cœur
- 1960 : L'Appel des amants
- 1960 : Pourquoi est-ce que je vis ?
- 1960 : La Bohémienne
- 1960 : Le Pont des immortels
- 1961 : Un homme dans ma vie
- 1961 : Reviens maman !
- 1961 : Almaz et Abdou
- 1961 : N'éteins pas le soleil !
- 1961 : L'Ambassadrice Aziza
- 1961 : La Plus Chère à mon cœur
- 1961 : La Route des héros
- 1962 : Une vie de célibataire
- 1962 : Le Voleur et les chiens
- 1962 : Les Trois Voyous
- 1962 : Les Restes d'une vierge
- 1962 : Salwa dans la tempête
- 1962 : Combat héroïque
- 1962 : Tous sont mes enfants
- 1963 : Les Années de l'amour
- 1963 : Le Secret de la fugitive
- 1963 : Le Prix de l'amour
- 1963 : Histoire interdite
- 1963 : La Belle et les étudiants
- 1964 : El Kebir, fils de Cléopâtre
- 1964 : L'Ombre du passé
- 1964 : La Fille du quartier
- 1964 : L'Histoire d'un mariage
- 1964 : Si j'étais un homme
- 1964 : Les Flammes
- 1964 : La Valise noire
- 1964 : La vie est courte
- 1965 : La tempête s'est calmée
- 1966 : Adieu à la nuit
- 1967 : La Seconde Epouse
- 1967 : Les Pluies ont tari
- 1968 : Le Facteur
- 1968 : La Lanterne d'Oum Hachem
- 1968 : L'Elève et le professeur
- 1968 : Madame le Proviseur
- 1968 : Les Révoltés
- 1969 : Une histoire de chez nous
- 1969 : La Belle Aziza
- 1969 : Non... non... mon amour
- 1970 : La Vallée jaune
- 1970 : Jeunes Filles à l'université
- 1971 : Les Démons de la marine
- 1971 : Profond Secret
- 1971 : Crime d'honneur
- 1971 : L'Amour défendu
- 1971 : Les foyers ont leurs secrets
- 1972 : L'Egocentrique
- 1972 : Une femme du Caire
- 1973 : Etrangers
- 1975 : Le Retour de l'enfant prodigue
- 1975 : La Sirène
- 1978 : Au-delà du soleil
- 1984 : La Nuit de l'arrestation de Fatma